# Abrothallus caerulescens
Abrothallus caerulescens är en lavart som beskrevs av Kotte 1909. Abrothallus caerulescens ingår i släktet Abrothallus, divisionen sporsäcksvampar och riket svampar.  Arten är reproducerande i Sverige. Inga underarter finns listade i Catalogue of Life.